# ريو فوكوشيما
ريو فوكوشيما (باليابانية: 福島 遼) (مواليد 17 ديسمبر 1992)، هو لاعب كرة قدم كان يلعب كمهاجم.

## وصلات خارجية
- ريو فوكوشيما على موقع رابطة كرة القدم اليابانية للمحترفين (اليابانية)